# Bonaventura Belluto
Bonaventura Belluto, né en 1600 à Catane et mort dans cette même ville le 18 mai 1676, est un philosophe scotiste italien.

## Biographie
Bonaventura Belluto entre au Collège Saint Bonaventure à Rome où il étudie le scotisme et rencontre Bartolomeo Mastri da Meldola avec il ne cessera de travailler. Il part ensuite à Cesena, Pérouse et Padoue (1638-41). Il chercha à renouveler le scotisme et à l'adapter aux nouvelles conditions de la culture religieuse de l'époque. Avec Mastri, il publia un bref traité de logique, dans la tradition du scotiste français Pierre Tartaret, Institutiones logicæ (Venise, 1646), des Disputationes in Aristotelis libros Physicorum, quibus ab adversantibus Scoti philosophia vindicatur (Rome 1637; Venise 1644); Disputationes in Organum Aristotelis quibus Scoti logica vindicatur (Venise 1639; 1646; Naples 1660), ainsi qu'un commentaire du De Anima (Venise 1640, 1652, 1671). Le chef-d'œuvre de Belluto et Mastri reste leur Cursus integer philosophiae ad mentem Scoti (Venise, 1678; 1688, 1707; 1727), sans doute le plus influent manuel scotiste du XVIe siècle. En 1645, il retourna à Catane, devint provincial, consulteur et censeur de l'Inquisition en Sicile, où il publia également plusieurs autres ouvrages de théologie à titre individuel.

## Notices d'autorité
- Notices dans des dictionnaires ou encyclopédies généralistes :   - Dizionario biografico degli italiani
  - Treccani
- Notices d'autorité :   - VIAF
  - ISNI
  - IdRef
  - LCCN
  - GND
  - Italie
  - Pologne
  - NUKAT
  - Tchéquie
  - WorldCat